# Maitena Burundarena
Maitena Inés Burundarena (Buenos Aires, 1 de maio de 1962) é uma escritora e cartunista argentina.
Iniciou a sua carreira como ilustradora gráfica em jornais, revistas e editoras argentinas, tendo posteriormente também começado a escrever contos eróticos e argumentos para televisão. Alguns dos seus contos foram reunidos no livro Flo. Sua série em quadrinhos Mulheres Alteradas inspirou um filme homônimo no Brasil, lançado em 2018.
A sua página humorística na revista argentina Para tí, é traduzida e publicada em vários jornais estrangeiros, como o El País e o La Stampa.

## Álbuns

### No Brasil
- Mulheres Alteradas 1 -
- Mulheres Alteradas 2 - Rocco
- Mulheres Alteradas 3 - Rocco
- Mulheres Alteradas 4 - Rocco
- Mulheres Alteradas 5 - Rocco
- Segredos de Menina - Benvirá